# White Robe
«White Robe» (Beliy Plaschik en ruso) (en español bata blanca), Es el primer sencillo del dueto ruso t.A.T.u. de su tercer álbum de estudio titulado Waste Management.
En marzo de 2008 se dio a conocer el maxisencillo de Beliy Plaschik, el cual contenía las 2 versiones de la canción, 5 remixes y el segundo sencillo titulado 220, además de un DVD con el video de Beliy Plaschik en su versión para televisión y su versión sin censura que ha causado mucha polémica al mostrar a las cantantes desnudas.
El sencillo se hizo llamar Hyperion-Plate
La letra fue escrita por una fan de las cantantes, que originalmente era 3 poemas distintos.

## Video
El video musical fue grabado en Estados Unidos en una fábrica llamada Hyperion Plate (mismo nombre que recibe el sencillo). Se ve a Lena interpretando a la encargada de realizar la ejecución de Yulia, que interpreta una prisionera que es condenada a muerte (posiblemente por haber matado a varias personas en videos anteriores y por estar embarazada). Yulia no pone ninguna resistencia a su ejecucuíón, sino que al principio la vemos cepillándose los dientes, duchándose, bebiendo vino (que es lo único que accede a comer) y después canta mientras camina al sitio donde perderá la vida, le quitan la bata blanca que lleva y hace evidente su embarazo. Lena por el otro lado al principio sale caminando en un pasillo donde se prostituye (lo cual lo hace para liberarse de las cargas de su trabajo), se cambia de ropa, sube a un auto y se reúne con su escolta para la ejecución.
El video concluye con una serie de disparos contra Yulia, justo después suena una alarma, que posiblemente era una llamada urgente para detener la ejecución.
Según las cantantes el video es una clara declaración contra el aborto, pues el video refleja el mensaje de que Yulia prefirió morir antes que abortar.
El video fue liberado el 30 de octubre en la cuenta oficial de YouTube de Coqueiro Verde Records. El cual ha sido criticado por los fanes por la poca promoción del video y la falta de sincronización del audio con el video. El video fue presentado después de dos años del estreno de su contraparte rusa "Beliy Plaschik". El 3 de noviembre fue puesto nuevamente en la cuenta oficial de YouTube de Coqueiro Verde Records pero esta vez sin el logo de la disquera brasileña pero con el mismo error de audio.
El video fue nuevamente borrado el 6 de noviembre y posteriormente se anunció el lanzamiento en MTV Brazil el 10 de noviembre. Esta fecha fue confirmada posteriormente por la página oficial de t.A.T.u.
El 29 de noviembre fue estrenado oficialmente "White Robe" en la cuenta de t.A.T.u. en YouTube, y esta vez en calidad HD y sincronizado el audio, dando por hecho la promoción internacional de este sencillo.
- Datos: Q4019546